# Organización territorial del Virreinato de Nueva Granada
El Virreinato de Nueva Granada o de Santafé tuvo por territorios los correspondientes a las Reales Audiencias de Santafé de Bogotá, Panamá, Quito, y parte de la posterior Real Audiencia de Caracas, máximo tribunal de la Corona española en el territorio de la Capitanía General de Venezuela. En tal sentido, el virreinato comprendió territorios de las actuales repúblicas de Colombia, Ecuador, Panamá y Venezuela, además de regiones del norte del Perú y Brasil, y el oeste de Guyana.
La estructura política de la Nueva Granada en este periodo es algo confusa, pues como se verá más adelante, cada autor (sea de la época o no) tenía diferentes puntos de vista en sus informes respecto a como se dividía territorialmente el virreinato y la organización administrativa del mismo.

## Organización territorial
En las descripciones que aún existen del virreinato generalmente se indican los territorios que pertenecían a este; sin embargo es notable la inconsistencia que se presenta entre ellos, lo que genera una profunda confusión entre los lectores. De entre todos estos informes los más concretos son los generados en las décadas del 70 y 80 del siglo XVIII, que aun siendo inconsistentes, pueden ser comparados. El origen de esta confusión es el uso la palabra provincia, que fue en usado dichas crónicas sin discriminación para referirse a distintos tipos de territorios, entre ellos regiones, gobiernos, corregimientos, países de indios, etc.
Un primer informe que puede ser mencionado es el del virrey Manuel Antonio Flórez en 1777, que ofrece una división territorial en gobiernos, corregimientos y alcaldías mayores, sin mención a los territorios de Venezuela o Quito. Para Flórez los gobiernos eran Santafé, Antioquia, Cartagena, Chocó, Mariquita, Pamplona, San Faustino, Santa Marta, Veragua, Panamá, Portobelo, Darién, San Juan de Girón, Llanos de San Juan, Neiva, Popayán y Guayaquil; los corregimientos Zipaquirá, Tunja y Sogamoso, y las alcaldías mayores de minas de Pamplona y Salazar.
El Administrador de la Renta de Correos, Josef Antonio de Pando, también había generado un informe del virreinato unos pocos años antes (posiblemente 1770), titulado «Ytinerario Real de Correos del Nuevo Reyno de Granada y Tierra Firme» en la cual dividió a la Nueva Granada en provincias, dando como concepto de provincia una unidad territorial de gobierno político, militar (y de otras características que no resultan muy claras), dependiente en lo jurídico y contencioso de las Reales Audiencias, cobijando así los gobiernos y corregimientos; por tal razón, las divisiones varían en número y en algunas ocasiones de denominación entre la descripción de Pando con lo que expresa el virrey en su informe de 1777 y con el de Francisco Silvestre de 1789. Según Pando, la Nueva Granada se dividía en 15 provincias: Santafé, Antioquia, Cartagena, Chocó, Mariquita, Pamplona, Santa Marta, Panamá, Tunja, Llanos, Neiva, Popayán, Guayaquil, Quito, Venezuela.
Manuel María Paz y Felipe Pérez presentan en tanto una división distinta en su «Atlas geográfico e histórico de la República de Colombia», publicado en 1890. Para ambos el virreinato estaba dividido en provincias y en corregimientos, que fueron la génesis de la organización territorial de las repúblicas independientes a principios del siglo XIX. Según Pérez, redactor del texto del Atlas, las provincias eran Santafé, Cartagena, Santa Marta, Riohacha, Panamá, Veragua, Antioquia, Chocó, Caracas, Maracaibo, Barinas, Guayana, Cumaná, Margarita, Quito, Cuenca, Loja, Guayaquil y Jaén y Maynas, en tanto los corregimientos eran Tunja, Socorro, Pamplona, Casanare, Mariquita y Neiva.
Francisco Silvestre, secretario del virreinato y exgobernador de Antioquia, presentó uno de los informes más completos respecto a la demografía, economía y administración del virreinato de Nueva Granada, su «Descripción del Reyno de Santa Fe de Bogotá» de 1789. Para Silvestre, la división primordial eran los gobiernos y corregimientos.
Un problema adicional para una visión única territorial son territorialidades superpuestas: La población indígena se organizó en pueblos sujetos a corregimientos de naturales, la población "blanca" y "libre" en jurisdicciones de cabildos de las ciudades. Y esa organización municipal se complementó con agentes de gobierno como tenientes o capitanes a guerra. Todos esos cargos podían concentrarse en una misma persona o no; una tenencia podía integrar varias jurisdicciones, solo parte de una,o diferentes partes de diferentes jurisdicciones; corregimientos de naturales podían recaer en el cabildo o un corregidor propio, y el corregidor de naturales de algunos pueblos podía depender de otro gobernador que el teniente instalado en la ciudad de españoles de la zona. Según la congruencia o diferencia de esas territorialidades se integraron o percibieron provincias y partidos más o menos estables.
Cabe advertir además que no influía solo el tipo de entidad administrativa en como se percibió la estructura territorial: también influía quién nombraba los oficiales, si era el rey, el virrey o los gobernadores/corregidores de provincia. Los corregidores de Zipaquirá y Sogamoso, aunque eran corregimientos de naturales, se nombraron en España, lo que les autonomizaba en un todo de sus "provincias" y de la jurisdicción de los cabildos de Santafé y Tunja.
Basado en esto, el siguiente cuadro muestra una posible visión de la división territorial que sigue esencialmente al informe de Silvestre, el informe del virrey Flores  y una reconstrucción reciente de un sistema de información histórico geográfico.

### En el Nuevo Reino de Granada (Real Audiencia de Santafé de Bogotá)

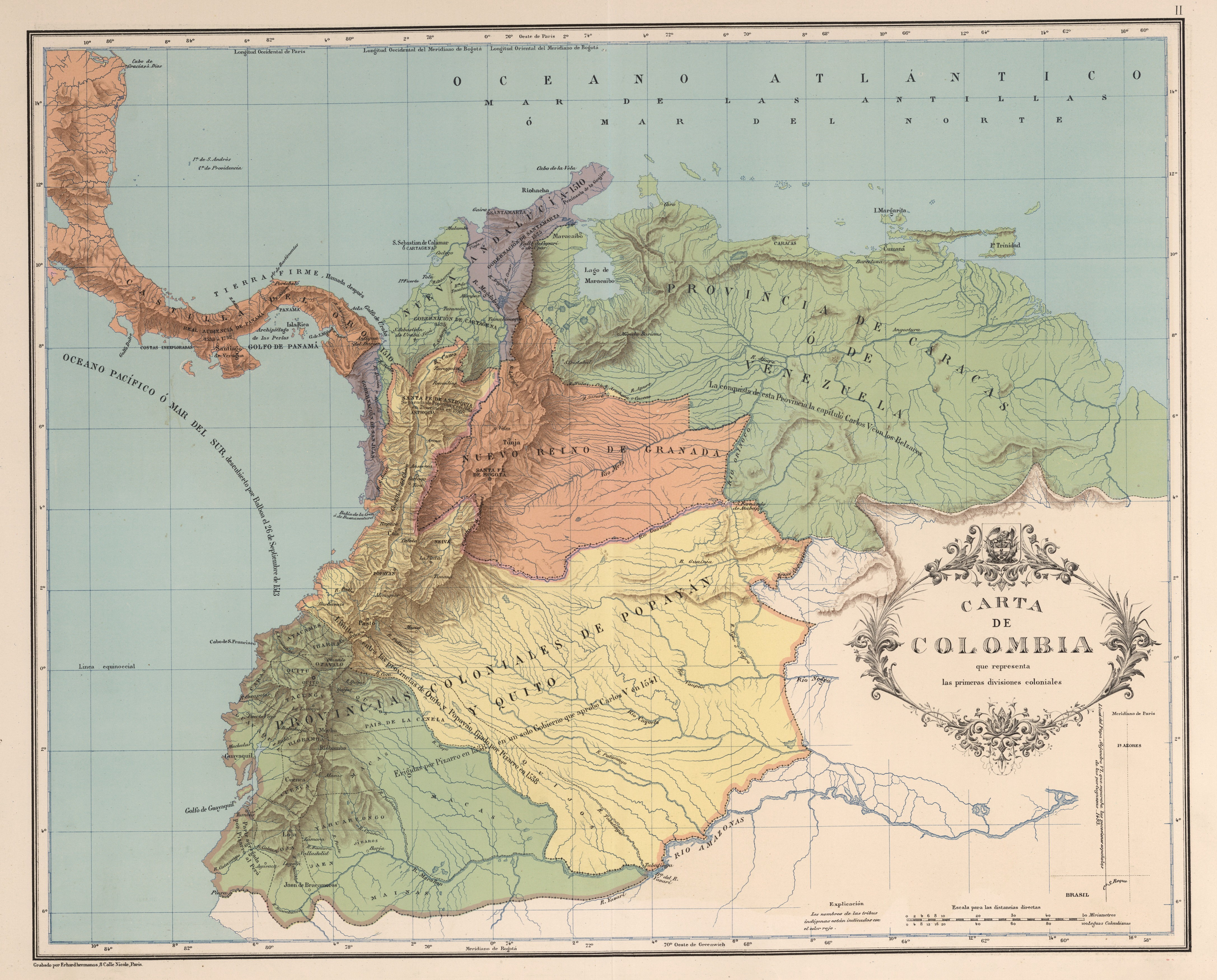
Primeras divisiones coloniales de Colombia, Ecuador, Panamá y Venezuela en 1538.

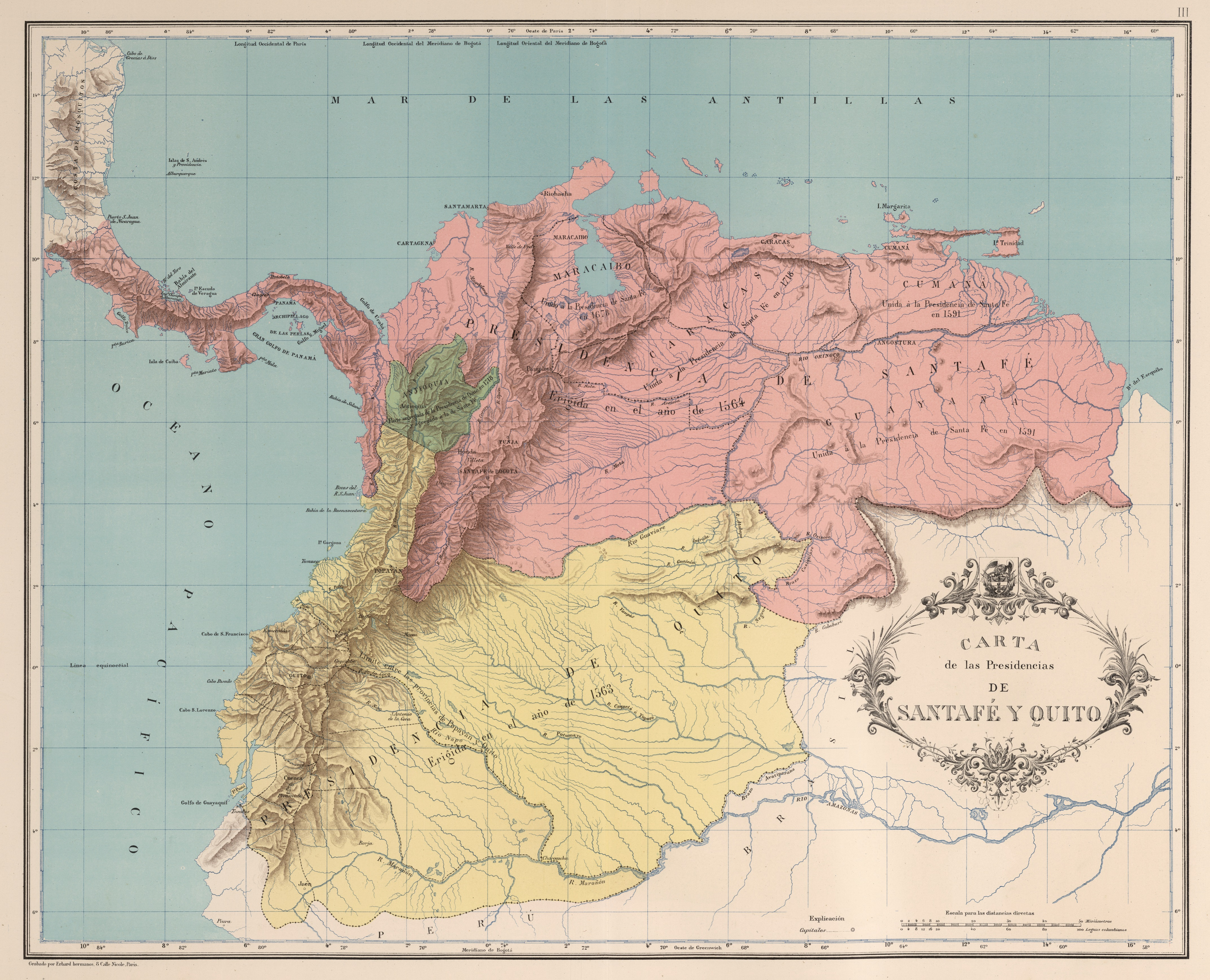
Presidencias de Santafé y Quito en 1564.

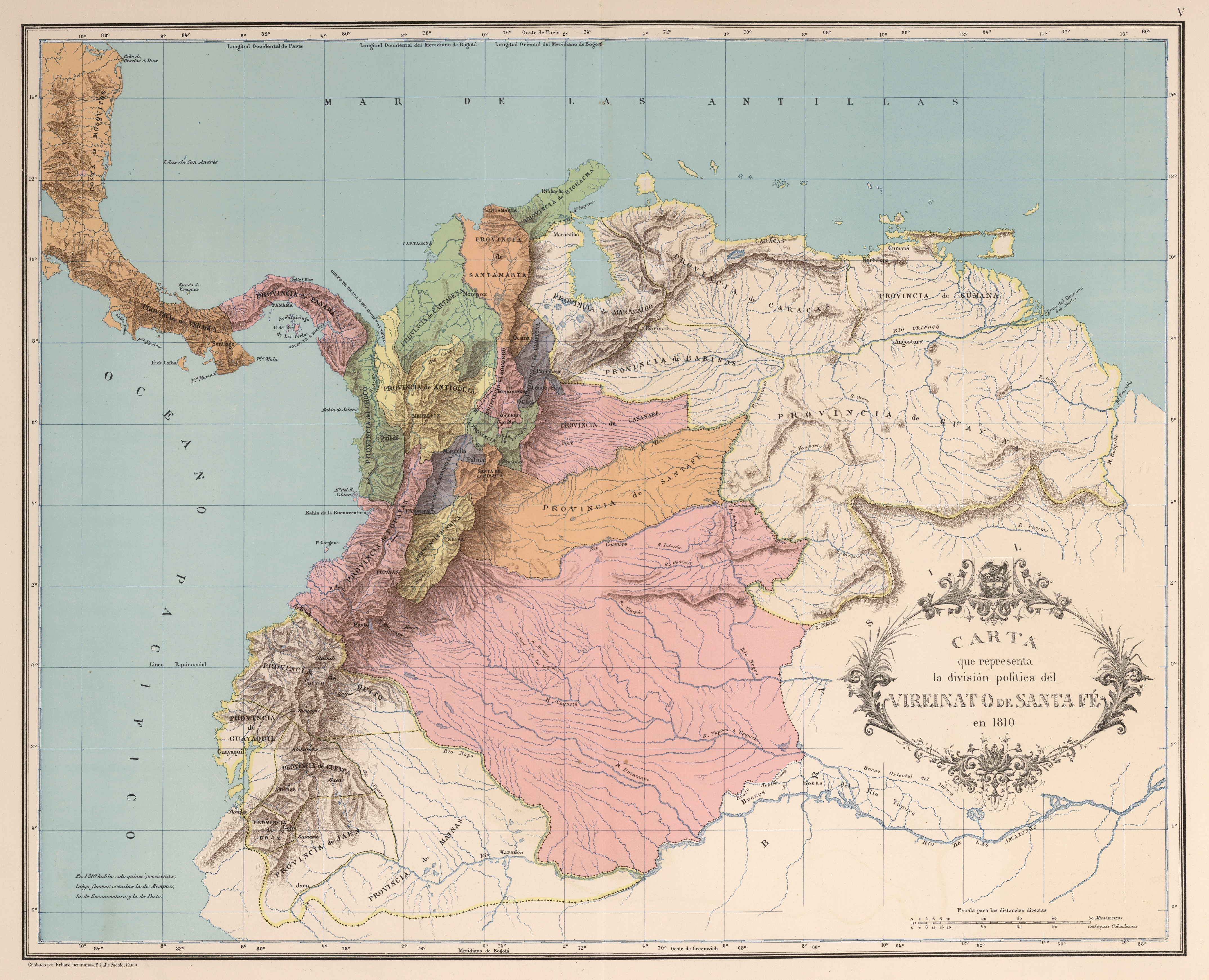
Virreinato de Santafé en 1810.

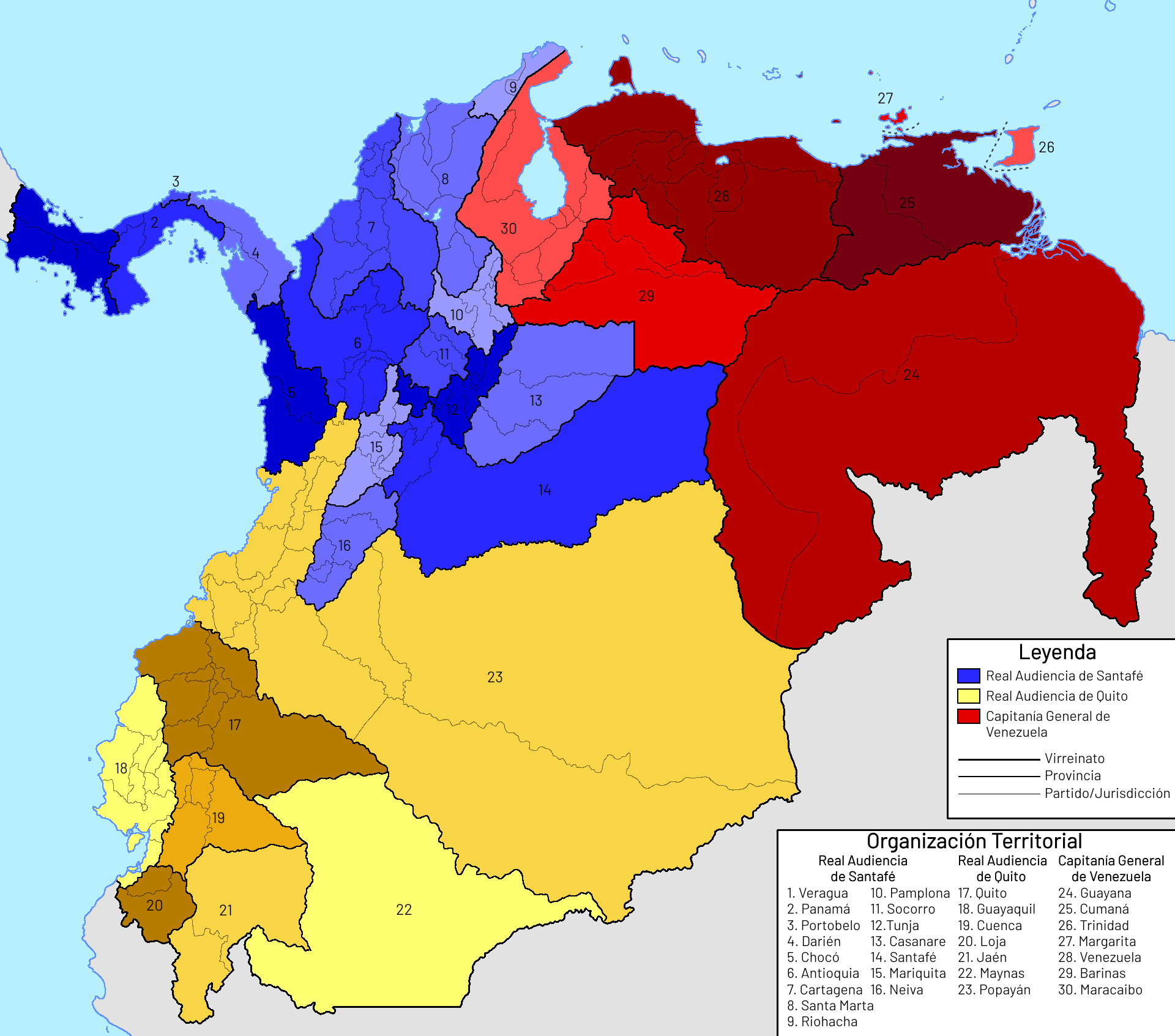
Mapa del Virreinato de Santafé en 1800, incluyendo la Capitanía General de Venezuela.

- Gobierno de Santafé, bajo la jurisdicción superior del virrey.
  - Jurisdicción de Santafé.
    - Corregimiento de naturales de Bogotá.
    - Corregimiento de naturales de Boza.
    - Corregimiento de naturales de Pasca (en unión con Boza a partir de 1776).
    - Corregimiento de naturales de Guatavita/Chocontá.
    - Corregimiento de naturales de Ubaque/Cáqueza.

  - Corregimiento de Zipaquirá y Ubaté (de nombramiento real, y por lo tanto efectivamente independiente).
    - Corregimiento de naturales de Zipaquirá (tenencia; con teniente adicional en Nemocón).
    - Corregimiento de naturales de Ubaté (tenencia).

  - Partido de Guaduas (sobre la población española). Para el cobro de tributos hasta 1790 parte del corregimiento de naturales de los panches, sujeto a Mariquita. Desde 1790 corregimiento y jurisdicción independiente de Santafé.
  - Jurisdicciones de los Llanos de San Martín y San Juan. Geográficamente parte de la provincia de los Llanos se hallaban agregadas al superior gobierno durante el siglo XVIII.
    - Corregimiento de naturales de San Juan.
    - Corregimiento de naturales de Medina y Mambita (creado en 1775).
- Gobierno de Casanare o de Santiago de las Atalayas o de Chire o de San Juan de los Llanos. A veces, el título de gobernador simplemente se otorgó a corregidores vecinos, como el de Chita, otras veces se combinó con el corregimiento de San Juan de los Llanos. Desde 1797 era gobierno de provisión virreinal.
  - Jurisdicción de Santiago de las Atalayas.
    - Misiones del Meta, luego (ca. 1777) corregimiento de naturales del Meta.

  - Jurisdicción de Chire.
    - Corregimiento de naturales de Los Llanos.
    - Misiones del Arauca (a partir de ca. 1780), luego (1793?) corregimiento de naturales de Cuiloto.
    - Misiones del Casanare, luego (antes de 1770) corregimiento de naturales del Casanare.

  - Jurisdicción de Pore.
    - Corregimiento de naturales de Támara (a partir de ca. 1775).
- Corregimiento de Tunja.
  - Jurisdicción de Tunja.
    - Corregimiento de naturales de Paipa.
    - Corregimiento de naturales de Chivatá.
    - Corregimiento de naturales de Turmequé.
    - Corregimiento de naturales de Tenza.
    - Corregimiento de naturales de Chita.
    - Corregimiento de naturales de Gámeza.

  - Corregimiento de Sogamoso y Duitama (de nombramiento real, y por lo tanto efectivamente independiente aunque parte de la jurisdicción de Tunja).
    - Corregimiento de naturales de Sogamoso.
    - Corregimiento de naturales de Duitama.

  - Jurisdicción de la Villa de Leyva (tenencia).
    - Corregimiento de naturales de Sáchica (también sobre pueblos en la jurisdicción de Tunja).

  - Jurisdicción de Muzo (con la alcaldía de minas agregada al tenientazgo).
- Corregimiento de El Socorro, creado en 1795; antes era jurisdicción y tenencia con corregimiento agregado de Tunja.
  - Jurisdicción de El Socorro.
    - Jurisdicción de San Gil (siempre formó tenientazgo común con Socorro).

  - Jurisdicción de Vélez (tenencia, con corregimiento de naturales agregado; en 1795 agregada al nuevo corregimiento de El Socorro.
- Corregimiento de Pamplona, creado en 1795; antes era jurisdicción de Tunja.
  - Corregimiento de naturales de Servitá. En 1795, algunos el corregimiento de algunos pueblos de Servitá se agregaron al distrito inmediato de Pamplona.
  - Alcaldía Mayor de Salazar de Las Palmas, gobernada por sus alcaldes ordinarios en práctica independencia de Tunja; luego, la jurisdicción se agregó a la nueva provincia de Pamplona.
  - Jurisdicción de la villa de Cúcuta, creada en 1793, antes era parte de Salazar de Las Palmas.
- Gobierno de San Juan de Girón. A partir de 1795, el título de gobernador de San Juan de Girón se unió al de corregidor de Pamplona, formando una provincia común.
  - Alcaldía Mayor de las Vetas de Pamplona y Bucaramanga. Este territorio se extendió sobre partes de las jurisdicciones de San Juan de Girón y Pamplona y se abolió en 1795, incorporándose a la provincia de Pamplona.
- Gobierno de San Faustino de los Ríos.
- Gobierno de Neiva.
  - Jurisdicción de Neiva.
    - Corregimiento de naturales de Paeces (de Neiva, distinto del de Popayán (cf. abajo); se ejerció para el cobro de tributos sobre pueblos de la jurisdicción de Neiva con población paez; solía recaer en el gobernador de Neiva).

  - Jurisdicción de Purificación, con teniente.
    - Corregimiento de naturales de Coyaima y Natagaima. El corregidor de naturales por mucho tiempo estaba sujeto al corregidor de Mariquita aunque el territorio era de Neiva y fue frecuente que el cargo recayese en el teniente de gobernador de Purificación, investido desde Neiva.

  - Jurisdicción de Timaná, con teniente de gobernador.
    - Corregimiento de naturales de Andaquíes (tardío; incluía territorios de Popayán).

  - Jurisdicción de La Plata, con teniente de gobernador.
- Gobierno de Mariquita. Fue corregimiento hasta 1756, luego gobierno, y volvió a convertirse en corregimiento en 1798.
  - Jurisdicción de Mariquita, con la alcaldía mayor de minas de Lajas/Santa Ana/Bocanemé/Minas de Mariquita.
  - Jurisdicción de Honda, con la Capitanía a Guerra de Nare/Presidio de Cararé.
  - Jurisdicción de Tocaima (a fines de la Colonia, el teniente del territorio tenía su residencia en Mesa de Juan Díaz).
  - Corregimiento de naturales de los Panches, que era solo de hacienda (sin jurisdicción territorial) para el cobro de tributos en Tocaima, Honda, Mariquita e incluso Guaduas.
  - Jurisdicción de La Palma.
  - Jurisdicción de Ibagué.
- Gobierno de Antioquia.
  - Jurisdicción de Antioquia.
    - Tenientazgo del Valle de los Osos (formado alrededor de 1787).

  - Jurisdicción de Medellín.
  - Jurisdicción de Remedios (con Yolombó y Cancán). Hasta 1756 dependió de Mariquita.
  - Jurisdicción de Cáceres (en ausencia de cabildo reducida a capitanía a guerra).
  - Jurisdicción de Zaragoza (en ausencia de cabildo reducida a capitanía a guerra).
  - Jurisdicción de Arma/Rionegro. Hasta 1757 dependió de Popayán.
  - Jurisdicción de Marinilla. Creada en 1790. Antes formó jurisdicción común con Rionegro, y hasta 1756 había dependido de Remedios, provincia de Mariquita.
- Gobierno de Cartagena, de complicada estructura interna.
  - Jurisdicción de Cartagena, con los partidos de Tierra adentro y Mahates, de las que se formaron luego los de María y Barrancas.
  - Jurisdicción de Tolú (y sus sabanas), con los partidos de Sabanas de Tolú y Río Sinú, que luego serían los de Lórica, Corozal y San Benito.
  - Jurisdicción de Mompox, con los partidos de Loba, Magangué/El Retiro/Río Cauca primero y Majagual/Algarrobo/Río Cauca segundo.
  - Jurisdicción de Simití (por falta de cabildo en muchas ocasiones solía formar capitanía a guerra común con Ayapel).
  - Jurisdicción de Ayapel/Partido del Río San Jorge. Hasta 1747 dependió de Antioquia; por falta de cabildo se redujo luego a capitanía a guerra.
  - Isla de San Andrés y costa de los Mosquitos, a partir de 1803, segregados de la Capitanía General de Guatemala.[7]
  - Golfo de Urabá y Darién del Norte. Aunque parte de las provincias del Darién y Chocó, los intentos efímeros de colonización y establecimiento militar en la costa atlántica se organizaron por la provincia de Cartagena.
- Gobierno del Chocó, separado de Popayán en 1726.
  - Jurisdicción de Nóvita. Con corregidores de naturales en San Onofre de las Juntas, Tadó, Sipí, Noanamá, luego Baudó y ocasionalmente otros pueblos.
  - Jurisdicción/Tenencia de Citará (Quibdó). Con corregidores de naturales en Chamí, El Lloró, Bebará y luego Murrí y Pebrando.
- Gobierno de Santa Marta.
  - Jurisdicción de Santa Marta.
  - Jurisdicción de Tenerife.
    - Corregimiento de Zambrano y Tetón (en territorio de Cartagena, pero dependiente de Tenerife).

  - Jurisdicción de Valledupar, con la de Valencia de Jesús/Pueblonuevo.
  - Jurisdicción de Tamalameque, con Guamal y Chiriguaná.
  - Jurisdicción/Corregimiento de Ocaña.
- Gobierno de Riohacha, hasta 1789 parte de Santa Marta.

### En el Reino/Comandancia General de Tierra Firme

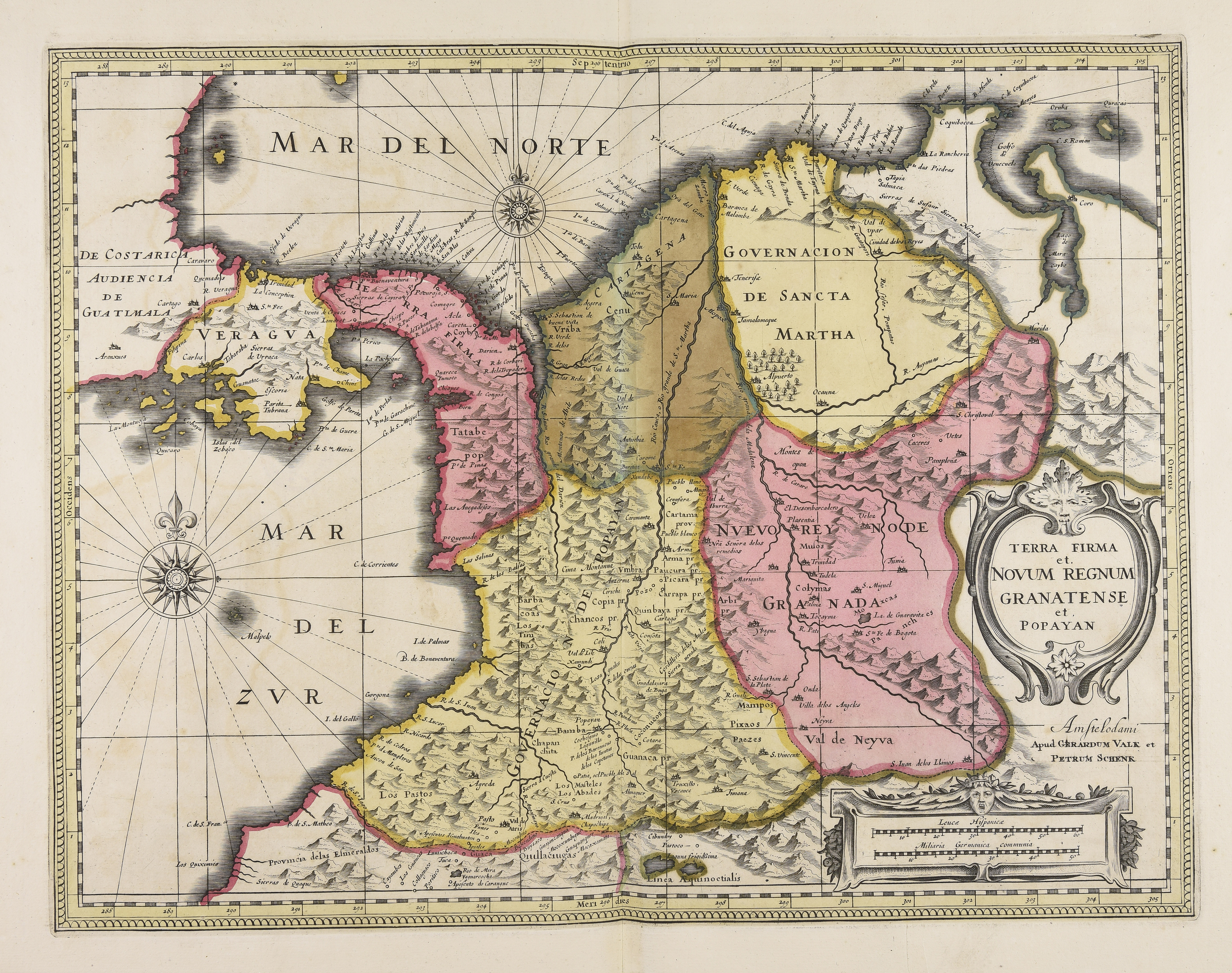
Mapa de los reinos de Tierra Firme y Nueva Granada.

Desde 1739, era territorialmente idéntico con la Audiencia de Tierra Firme gobernada por un presidente-gobernador-capitán general establecido en Panamá. Luego en 1751 se crea la Comandancia General de Tierra Firme que pasa a ser parte de la Audiencia de Santafé. En lo que respecta a los gobernadores del extinto Reino de Tierra Firme se constituyeron en pares nominales, salvo la primacía del gobernador de Panamá en lo militar. A pesar de la transformación política, el gobernador de Panamá continuó ejerciendo su supremacía sobre el resto de las provincias, como si no se hubiese dado la transformación política ordenada por el Rey de España, lo que generó grandes conflictos jurisdiccionales entre los gobernadores y el Virrey de Nueva Granada.
- Gobierno de Panamá.
  - Alcaldía Mayor de Natá.
    - Jurisdicción de Natá.
    - Jurisdicción de Los Santos.

  - Comandancia de Chagres.
- Gobierno de Portobelo.
- Gobierno del Darién, a fines de la colonia conocido como "Darién del Sur".
- Gobierno de Veragua y Alanje.
  - Jurisdicción de Santiago de Veraguas.
  - Jurisdicción/Partido de Alanje (Chiriquí).

### Entre el Nuevo Reino de Granada y Quito

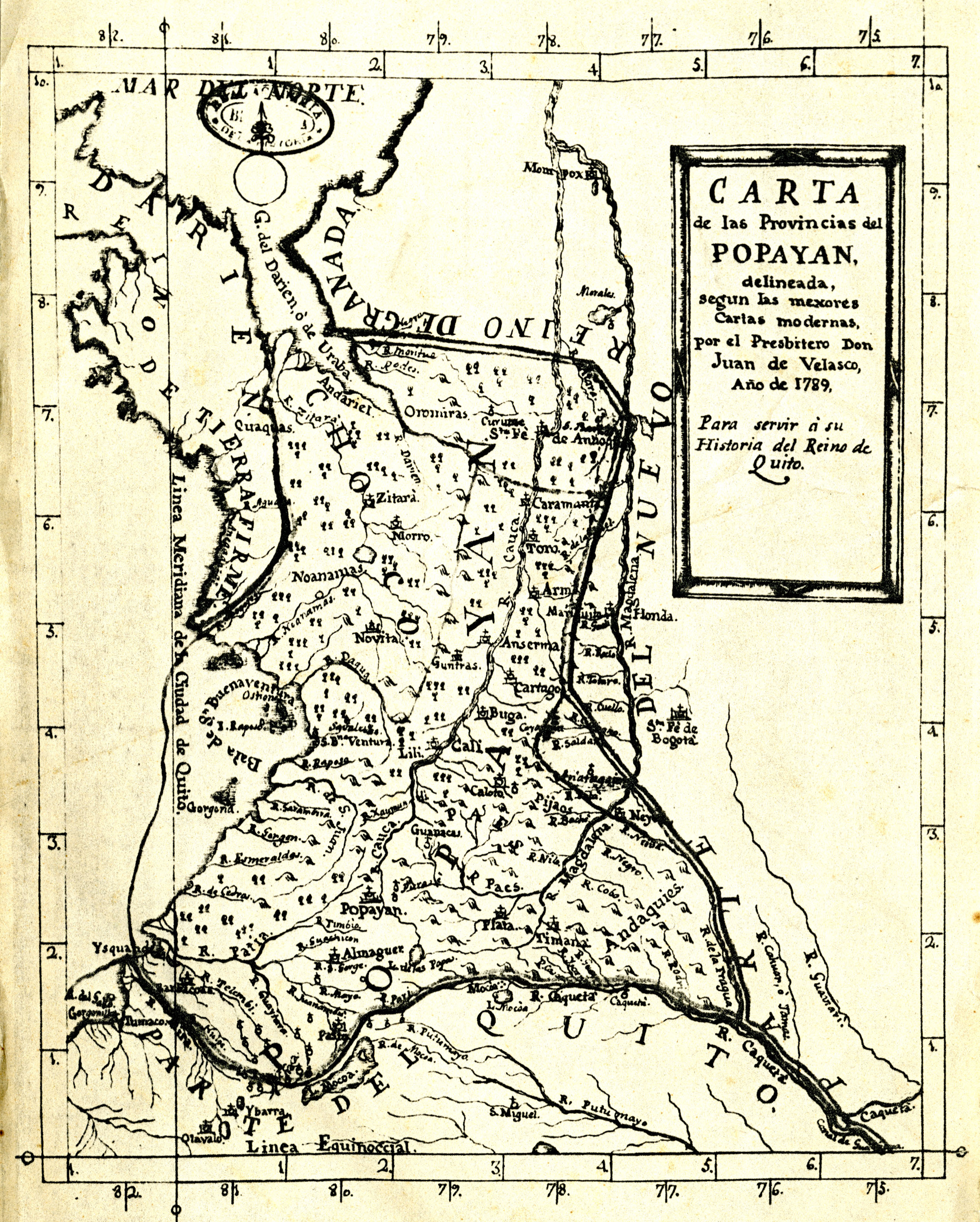
Provincia de Popayán en 1789.

La provincia de Popayán integraba tanto partes pertenecientes al Nuevo Reino de Granada como de la Audiencia de Quito, por lo que la tratamos como territorio aparte aquí.
- Gobierno de Popayán.

En distrito de la Audiencia de Santa Fe estaban:
- Jurisdicción de Cartago, con teniente de gobernador también para Toro y Anserma.
- Jurisdicción de Toro.
- Jurisdicción de Anserma.
- Alcaldía Mayor de la Vega de Supía (a partir de 1793; parte de la jurisdicción de Anserma, pero con alcalde mayor de minas independiente del teniente en Cartago).

En distrito de la Audiencia de Quito estaban:
-  Jurisdicción de Buga, con teniente de gobernador.
-  Jurisdicción de Cali.
- Provincia de Raposo, dependiente de la jurisdicción de Cali, pero con teniente de gobernador propio. Por algún tiempo se disputó la provincia entre Popayán y Chocó.
- Jurisdicción de Caloto, con teniente de gobernador.
- Provincia de los Paeces, dependiente de la jurisdicción de Caloto, pero con corregidor de naturales propio aunque solía ser agregado el título al teniente de Caloto.
- Jurisdicción de Popayán, distrito cabecera de la provincia.
- Jurisdicción de Almaguer, con teniente de gobernador.
- Partido/Jurisdicción de Barbacoas, con teniente de gobernador.
- Partido de Iscuandé (separada de Barbacoas en 1764), con teniente de gobernador.
- Partido de Micay (separada de Iscuandé ca 1793), con teniente de gobernador.
-  Jurisdicción de San Juan de Pasto, con teniente de gobernador.
  - Provincias de Mocoa y Sucumbíos. Dependían de la jurisdicción de Pasto y seguían en tal estado después de la teorética agregación a Perú en 1802. En 1806: corregimiento de naturales.

- Provincia de los Pastos, con corregidor/teniente de gobernador.

### En el Reino de Quito (Real Audiencia de Quito)

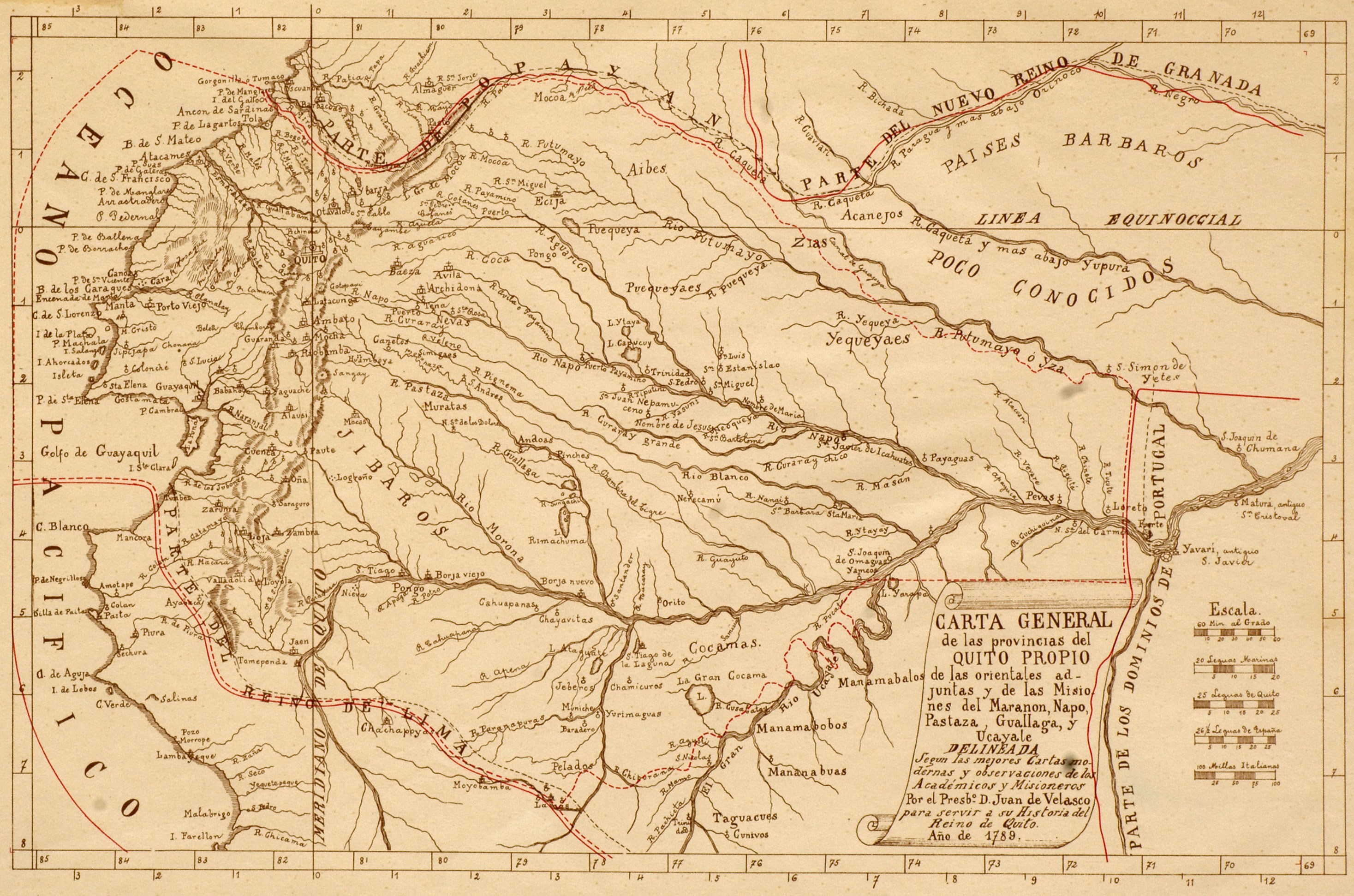
Real Audiencia de Quito en 1789.

A principios del siglo XIX, algunas partes de Quito se separaban tanto de su audiencia como del virreinato de Nueva Granada, pasando luego al virreinato del Perú:
En 1802 fue creada la Comandancia General de Maynas transfiriendo territorios al Virreinato del Perú:

He resuelto que tenga por segregado del Virreynato de Santa Fe y de la provincia de Quito y agregado a ese Virreynato el Gobierno y Comandancia General de Mainas con los pueblos del Gobierno de Quijos, excepto el de Papallacta por estar todos ellos a las orillas del rio Napo o en sus inmediaciones, extendiéndose aquella Comandancia General no sólo por el rio Marañon abajo, hasta las fronteras de las colonias portugueses, sino también por todos los demás rios que entran al Marañon por sus margines septentrional y meridional como son Morona, Huallaga, Paztaza, Ucayali, Napo, Yavari, Putumayo, Yapurá y otros menos considerables, hasta el paraje en que estos mismos por sus altos y raudales dejan de ser navegables: debiendo quedar también a la misma Comandancia General los pueblos de Lamas y Moyobamba (...)

Debido a que el 28 de marzo de 1803 la Junta de Fortificaciones de América lo solicitó, el rey Carlos IV emitió la Real Orden del 7 de julio de 1803, por la cual en lo militar el Gobierno de Guayaquil volvió a depender del Virreinato del Perú, aunque la administración mercantil de la ciudad continuó bajo el Virreinato de Nueva Granada, dependiente de Cartagena de Indias. 
El rey Carlos IV con la Real Cédula del 10 de febrero de 1806 declaró que la agregación es absoluta.
- Gobierno de Quito, a cargo del presidente, cuatro oidores y un fiscal.
  -  Corregimiento de Quito, o "de los cinco leguas" que tenía jurisdicción hasta las 5 leguas en las afueras alrededor de toda la ciudad de Quito y fue anulado en 1772. En ausencia de otras autoridades también se extendió en alguna forma sobre los pueblos yumbos y las antiguas provincias de Esmeraldas y Caraques.
  - Corregimiento de Otavalo.
  - Corregimiento de San Miguel de Ibarra.
  -  Corregimiento de Riobamba.
  - Corregimiento de Ambato, fue separado del de Riobamba en 1797.
  - Corregimiento de Chimbo o Guaranda.
  - Corregimiento de Latacunga.
  -  Corregimiento de Loja.
    -  Gobierno de Yaguarzongo, unido al Corregimiento de Loja y con sede en Zamora de los Alcaldes. Fue gobierno propio hasta 1626. En el siglo XVIII la parte septentrional se encontró en abandono y solía considerarse provincia perdida o indómita de los jíbaros. Los demás asentamientos del sur (Valladolid, Loyola) se agregaron plenamente a la jurisdicción de Loja.
    - Alcaldía Mayor de las Minas de Zaruma.

  - Gobierno de Atacames o de las Esmeraldas, se conoció desde el siglo XVI como provincia aparte de las de Quito o Guayaquil, pero tenía existencia institucional efímera. Solo durante un corto período a mediados de siglo formó un gobierno independiente bajo Pedro Vicente Maldonado. Antes dependía de cierta forma de Quito y luego se repartió entre Quito (pueblos yumbos), Ibarra (interior norte) y Popayán (tenencia de Tumaco; la mayor parte de la provincia).
  -  Alcaldía Mayor de las Bodegas de Caráquez, feudo organización creada desde 1616 dependiente del Corregimiento de Quito que se despobló hacia 1630. Por Pedro Vicente Maldonado se agregó a Esmeraldas hacia 1740, luego pasó a pertenecer a Guayaquil en 1768 por su vinculación geográfica con Puerto Viejo.
- Gobierno de Cuenca, hasta 1763 fue un corregimiento. de la provincia de Quito. 
  - Partido de Alausí.
- Gobierno de Jaén de Bracamoros. En 1626 se le agregaron partes de la suprimida provincia de Yaguarzongo.
- Gobierno de Guayaquil, hasta 1763 era corregimiento, pero siempre considerándose provincia aparte de Quito. Pasó al Virreinato del Perú en 1803, más después durante las Independencia de Guayaquil está se unió a la Gran Colombia por Simón Bolívar, de la que después formaría Ecuador.
  - Jurisdicción de Guayaquil. Dentro de la jurisdicción, los gobernadores/corregidores ponían tenientes para diferentes partidos.
    - Partido de la Punta de Santa Elena.
    - Partido de Yaguachi.
    - Partido de Baba.
    - Partido de Palenque (1754; separado de Baba).
    - Partido de Samborondón (1789; separado de Baba).
    - Partido de Babahoyo.
    - Partido de Puebloviejo (1802; separado de Babahoyo).
    - Partido de Daule.
    - Partido de Balzar (1754; separado de Daule).
    - Partido de la Isla Puná.
    - Partido de Naranjal (1754; separado de la Isla Puná).
    - Partido de Machala (1783; separado de la Isla Puná).

  -  Jurisdicción de Puerto Viejo o de Portoviejo, con cabildo presidido por un Teniente de gobernador.
- Gobierno de Quijos, pasó al Virreinato del Perú en 1802.
- Gobierno de Macas, separado de Quijos en 1776. Aunque se ordenó también que pasara al virreinato del Perú, este cambio no tuvo efecto.
- Gobierno de Maynas, pasó al Virreinato del Perú en 1802.

### En Venezuela (hasta 1742/1777)

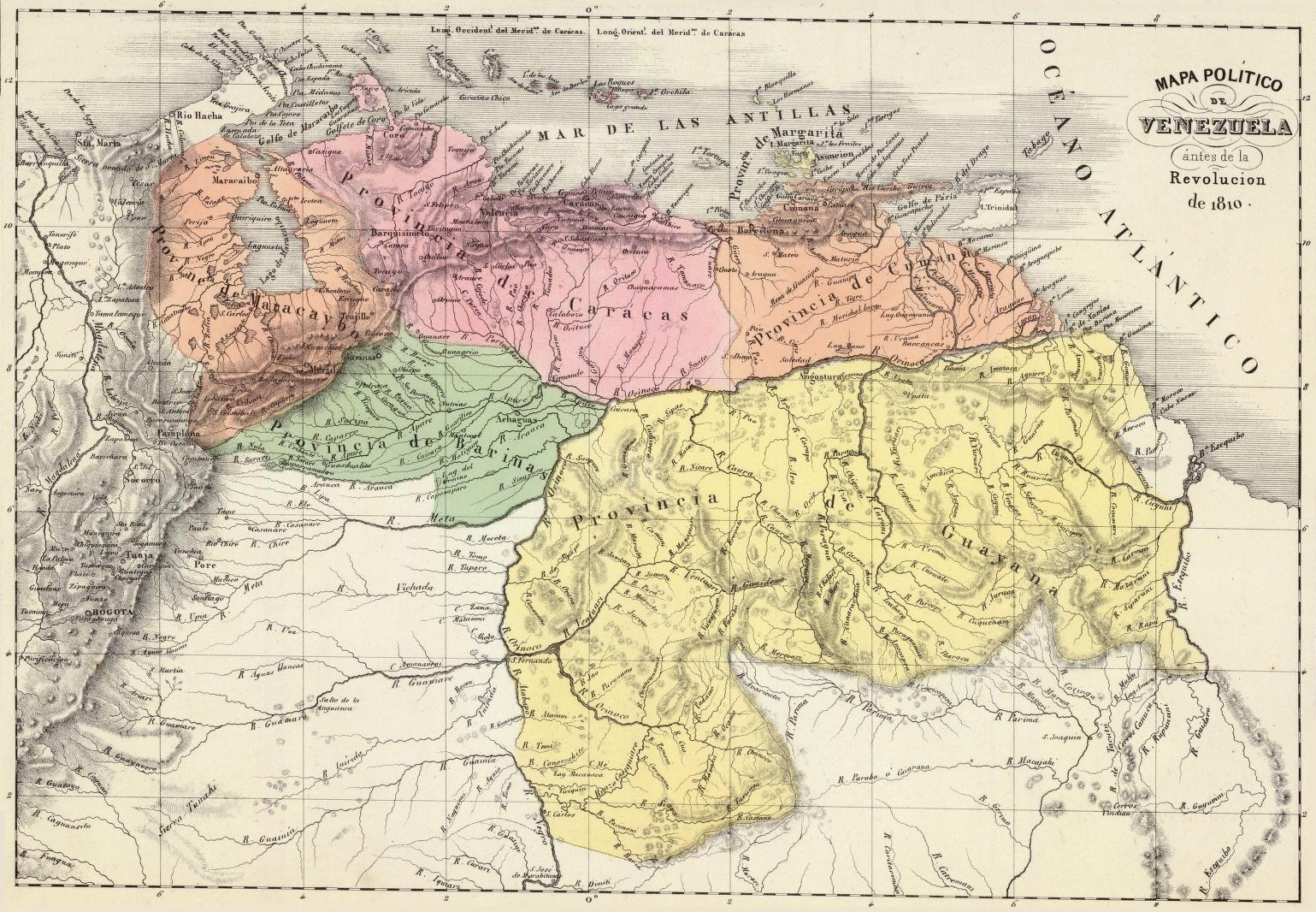
Capitanía General de Venezuela en 1810.

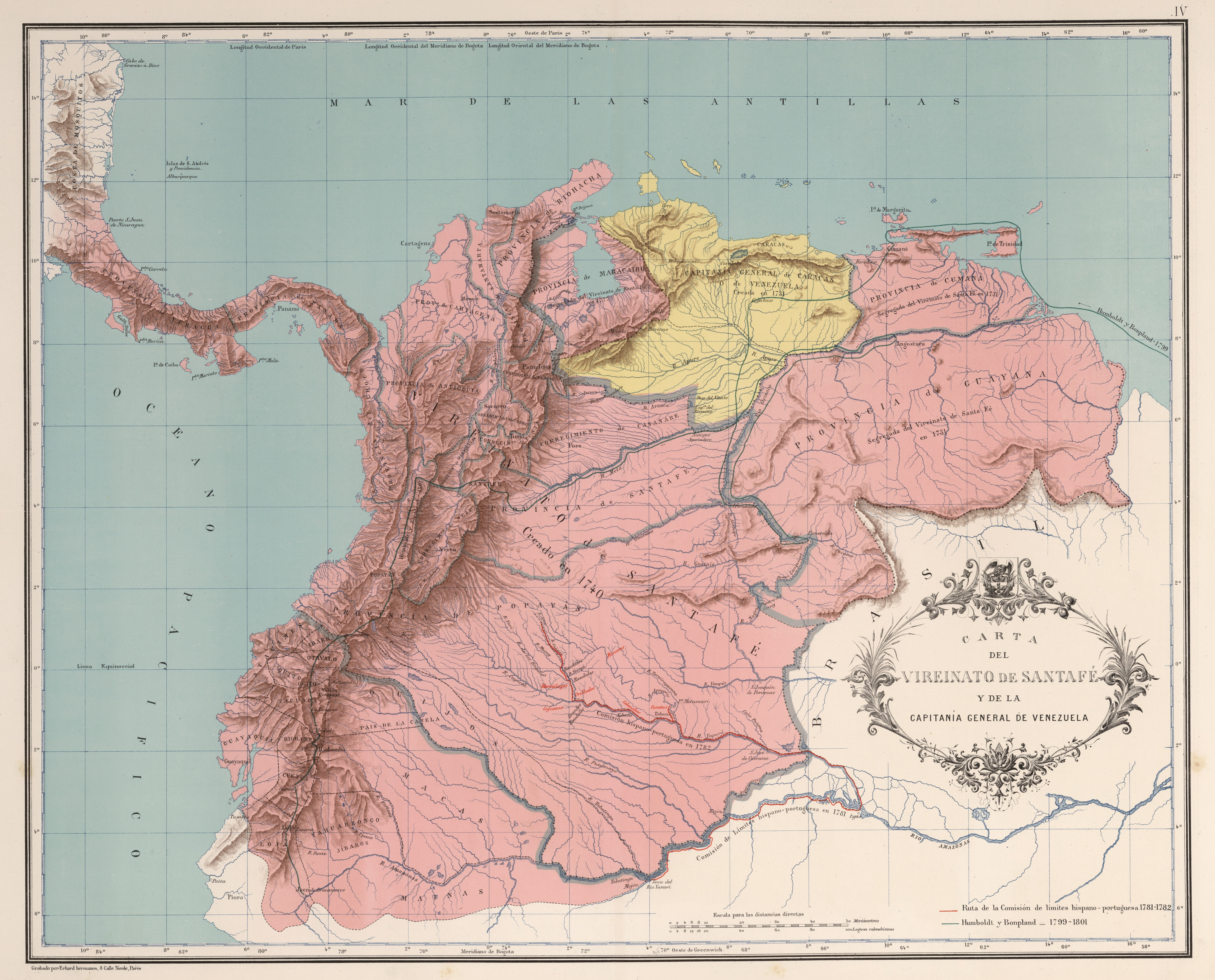
Virreinato de Santafé y Capitanía General de Venezuela en 1742.

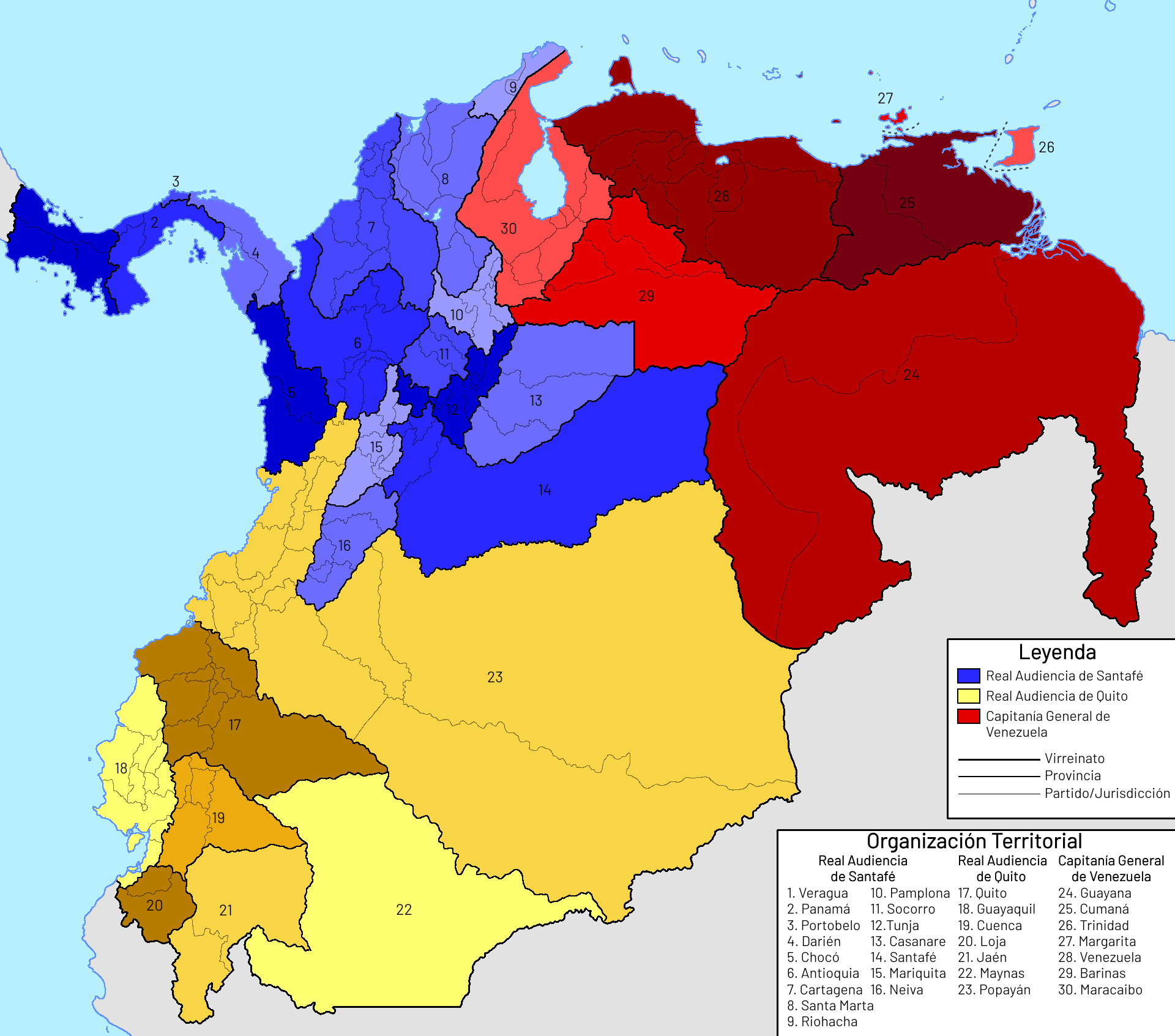
En rojo, están los territorios de la Capitanía General de Venezuela para 1800.

Los territorios venezolanos estaban tradicionalmente bajo la jurisdicción de la Real Audiencia de Santo Domingo, aunque la provincia de Mérida con excepción de Maracaibo había sido parte tradicional del Nuevo Reino de Granada. Durante diferentes períodos el siglo XIX, también las provincias de Nueva Andalucía, Trinidad y Guayana pertenecieron a la Audiencia de Santa Fe hasta que la nueva Audiencia de Caracas integraría todo el territorio aquí descrito en 1786.
En 1742 la provincia de Venezuela o Caracas fue independizada del virreinato.

He resuelto relevar y eximir al Gobierno y Capitanía General de la provincia de Venezuela de toda dependencia de ese virreinato no obstante lo dispuesto y mandado por mí en la cédula de 20 de agosto del año de 1739, por la cual fui servido de agregar la expresada provincia á ese nuevo virreinato.

En 1776 se establece una intendencia en Caracas para la administración de la real hacienda que también ejerció autoridad sobre Maracaibo, Cumaná, Guayana e islas de Trinidad y Margarita.
La Real Cédula del 8 de septiembre de 1777 agrega las provincias también a la capitanía general de Caracas, reduciendo así definitivamente la extensión del Virreinato:

He tenido á bien resolver la absoluta separación de las mencionadas provincias de Cumaná, Guayana y Maracaibo é islas de Trinidad y Margarita, del virreinato y Capitanía General del Nuevo Reino de Granada, y agregarlas en lo gubernativo y militar á la Capitanía General de Venezuela, del mismo modo que lo están por lo respectivo al manejo de mi real hacienda (...)

Aun así, autores como Francisco Silvestre siguen considerando a Venezuela como parte de la Nueva Granada. Hasta las reformas de 1776/7, las siguientes provincias pertenecieron al virreinato:
- Gobierno de Caracas (hasta 1742). 
  - Jurisdicción de Trujillo (en 1787 pasó a la provincia de Maracaibo).
  - Jurisdicción de Guanare (en 1786 pasó a la provincia de Barinas).
    - Jurisdicción de Ospino (desde 1754, sujeta a Guanare).

  - Jurisdicción de San Jaime (desde 1753; se disputó con la provincia de Mérida/Barinas, cuyos partidarios la ocuparon a fuerza en 1760 por un par de años; en 1786 pasará definitivamente a la provincia de Barinas).
  - Jurisdicción de Coro.
  - Jurisdicción de Carora.
  - Jurisdicción de Tocuyo.
  - Jurisdicción de Barquisimeto.
  - Jurisdicción de Nirgua.
  - Jurisdicción de San Felipe (desde 1729, antes de Nirgua).
  - Jurisdicción de Araure.
  - Jurisdicción de Valencia.
    - Comandancia de Puerto Cabello.

  - Jurisdicción de San Carlos.
    - Jurisdicción de El Pao (desde 1727, sujeta a San Carlos).

  - Jurisdicción de Villa de Cura.
  - Jurisdicción de San Sebastián.
    - Jurisdicción de Calabozo (desde 1751, sujeta a San Sebastián).
    - Jurisdicción de San Fernando o Cachicamo (desde 1752, sujeta a San Sebastián).

  - Jurisdicción de Caracas.
    - Comandancia de La Guaira.
- Gobierno de Mérida (en 1777 pasó a la capitanía general de Venezuela).
  - Jurisdicción de Maracaibo.
  - Jurisdicción de Gibraltar.
  - Jurisdicción de Mérida.
  - Jurisdicción de La Grita.
  - Jurisdicción de San Cristóbal.
  -  Jurisdicción de Barinas (en 1786 se erigió en Gobierno de Barinas, pero ya de la capitanía general de Venezuela).
  - Jurisdicción de Pedraza (luego parte de la provincia de Barinas).
- Gobierno de Margarita (en 1777 pasó a la capitanía general de Venezuela).
- Gobierno de Cumaná o Nueva Andalucía (en 1777 pasa a la capitanía general de Venezuela).
  - Jurisdicción de Barcelona, con la ciudad de Barcelona y las villas de Araure y El Pao.
  - Jurisdicción de Cumaná, con las ciudades de Cumaná, Arias y Cariaco, y los sitios de Carúpano y Río Caribe.
- Gobierno de la Guayana. Hasta 1762 parte del gobierno de Cumaná, luego se erigen dos comandancias generales que en 1768 se combinan en una gobernación (en 1777 pasó a la capitanía general de Venezuela).
- Gobierno de Trinidad (en 1777 pasó a la capitanía general de Venezuela, en 1797 la ocupan los británicos, en 1802 se les cede).

## Intendencias
El sistema de intendencias no fue aplicado en forma generalizada en el virreinato. Sólo fueron establecidas las Intendencias de Cuenca (11 de abril de 1776) y la de Caracas (8 de diciembre de 1776), quedando pendiente el establecimiento de las intendencias de Quito (establecida brevemente el 25 de mayo de 1783) y de Bogotá. El primer gobernador intendente de Cuenca fue José Antonio Vallejo, quien terminó su período a principios de 1784 y fue reemplazado interinamente por Antonio Carrera y González. El 26 de septiembre de 1786 fue nombrado nuevamente gobernador intendente, siendo suspendido en 1793. Una Real Orden del 7 de enero de 1807 mandó establecer (bajo la ordenanza aplicada en Nueva España) las intendencias de Quito, Popayán, Cartagena y Panamá (además de la de Cuenca), pero no se nombró a los intendentes.

## Las diputaciones provinciales
La Constitución de Cádiz sancionada en marzo de 1812 transformó el virreinato en una provincia gobernada por un jefe político superior, mencionando que el territorio español era: En la América meridional, la Nueva Granada, Venezuela, el Perú, Chile, provincias del Río de la Plata, y todas las islas adyacentes en el mar Pacífico y en el Atlántico.. En el artículo 11 señalaba que: Se hará una división más conveniente del territorio español por una ley constitucional, luego que las circunstancias políticas de la Nación lo permitan.
Otros artículos establecían:

Art. 324. El gobierno político de las provincias residirá en el jefe superior, nombrado por el Rey en cada una de ellas.

Art. 325. En cada provincia. habrá una diputación llamada provincial, para promover su prosperidad, presidida por el jefe superior.

Art. 326. Se compondrá esta diputación del presidente, del intendente y de siete individuos elegidos en la forma que se dirá, sin perjuicio de que las Cortes en lo sucesivo varíen este número como lo crean conveniente, o lo exijan las circunstancias, hecha que sea la nueva división de provincias de que trata el artículo 11.

El 23 de mayo de 1812 las Cortes sancionaron Instrucción conforme á la cual deberán celebrarse en las provincias de ultramar las elecciones de diputados de Cortes para las ordinarias del próximo año, que en su primer artículo expresaba:

Artículo 1.º Se formará una Junta preparatoria para facilitar la elección de los Diputados de Cortes para las ordinarias del año próximo de 1813 en las capitales siguientes: (...) Santa Fe de Bogotá, capital de la Nueva Granada; Caracas, capital de Venezuela; Lima, capital del Perú; Santiago, capital de Chile; Buenos Aires, capital de las provincias del Río de la Plata, (...)

Otro decreto expresaba:

Artículo 1.º Mientras no llegue el caso de hacerse la conveniente división del territorio español, de que trata el artículo 11, habrá Diputaciones provinciales en (...) Y en Ultramar las habrá en cada una de las provincias que expresamente se nombran en el artículo 10 de la Constitución, y además por ahora en (...) y en la América Meridional, en el Perú la de Cuzco, en Buenos-Ayres la de Charcas, y en Nueva-Granada la de Quito (...)

La constitución llegó a Nueva Granada a fines de 1812 estando gran parte del territorio insurreccionado. Fue jurada en algunas ciudades como: Chiriguaná (25 de octubre de 1812), Riohacha (20 de noviembre de 1812) y Panamá (23 de noviembre de 1812). El 30 de mayo de 1813 Francisco Montalvo y Ambulodi fue nombrado jefe político superior y capitán general de la Provincia de Nueva Granada, arribando a Santa Marta el 2 de junio de 1813.
Mediante un decreto del 1 de mayo de 1813 fue creada la Provincia de Quito, con su diputación provincial y jefe político superior, separándola de la Provincia de Nueva Granada. El presidente de Quito, Toribio Montes, pasó a ser jefe político superior de la provincia y el 27 de agosto de 1813 se reunieron los electores para elegir la diputación provincial.

En Ultramar habrá una diputación provincial por cada división nombrada en el artículo 10. Además habrá una en Cuzco del Perú; una en Charcas, de la provincia de Buenos Aires; una en Quito, del Nuevo Reino de Granada; una en San Luis Potosí en la Nueva España, y una en León de Nicaragua, en la provincia de Guatemala.

El 4 de mayo de 1814 el rey Fernando VII declaró nula la Constitución de Cádiz y se restableció el Virreinato de Nueva Granada, disolviendo las diputaciones provinciales. A finales de agosto de 1814 fue disuelta la de Quito.
El 7 de marzo de 1820, debido a la revolución liberal en España, se volvió al sistema de 1812, restableciendo la Constitución de Cádiz. Un decreto real que ordenaba el restablecimiento de las instituciones constitucionales fue comunicado a América el 11 de abril de 1820. En Quito el presidente Melchor Aymerich recibió la comunicación el 27 de agosto de 1820 y pasó a ser jefe político superior con parte de la provincia en manos independentistas. En enero de 1821 Juan de la Cruz Mourgeon y Achet fue nombrado jefe político superior de Quito y capitán general de Nueva Granada, pero falleció el 8 de abril de 1822, retornando Aymerich como jefe político superior de Quito. La Provincia de Quito cayó en manos independentistas luego de la Batalla de Pichincha del 24 de mayo de 1822.

## Organización eclesiástica
Hasta el 12 de febrero de 1546, las diócesis de Panamá, Quito, Santa Marta y Cartagena eran sufragáneas de la Arquidiócesis de Sevilla. A partir de esa fecha pasaron a serlo las dos primeras de la Arquidiócesis de Lima y las dos segundas de la Arquidiócesis de Santo Domingo (creadas ese día).
- Arquidiócesis de Santa Fe de Bogotá (trasladada desde Santa Marta en 1562, arzobispado desde 1564), sus sufragáneas eran:
  -  Diócesis de Cartagena (erigida en 1534)
  -  Diócesis de Popayán (erigida en 1546)
  -  Diócesis de Santa Marta (erigida en 1534, trasladada a Bogotá en 1562 y restablecida en 1577)
  - Diócesis de Mérida (erigida en 1778)
  -  Diócesis de Santa Fe de Antioquia (erigida en 1804)

Eran sufragáneas de la Arquidiócesis de Lima en el Virreinato del Perú, las diócesis de:
- Diócesis de Panamá (erigida en 1513 como Santa María la Antigua del Darién, trasladada a Panamá en 1520)
- Diócesis de Quito (erigida en 1546)
- Diócesis de Cuenca (erigida en 1786).

## Comparativa entre los diferentes informes
La siguiente tabla compara las diferentes formas en que los autores de las varias descripciones dividían el virreinato:
| Según Josef Antonio de Pando (1770) | Según Francisco Silvestre (1789) | Según informe del Virrey (1777)                                                                             | Según Felipe Pérez (1890)                                           |
| Provincias                          | Gobiernos y Corregimientos | Gobiernos y Corregimientos                                                                                  | Provincias y Corregimientos                                         |
| ----------------------------------- | --- | --- | ------------------------------------------------------------------- |
| Santafé                             | Gobierno de Santafé | Gobierno de Santafé Corregimiento de Zipaquirá                                                              | Provincia de Santafé                                                |
| Antioquia                           | Gobierno de Antioquia | Gobierno de Antioquia                                                                                       | Provincia de Antioquia                                              |
| Cartagena                           | Gobierno de Cartagena | Gobierno de Cartagena                                                                                       | Provincia de Cartagena                                              |
| Chocó                               | Gobierno del Chocó | Gobierno del Chocó                                                                                          | Provincia del Chocó                                                 |
| Mariquita                           | Gobierno de Mariquita | Gobierno de Mariquita                                                                                       | Corregimiento de Mariquita                                          |
| Pamplona                            | Gobierno de Pamplona | Gobierno de Pamplona Gobierno de San Faustino Alcaldía Mayor de Minas de Pamplona Alcaldía Mayor de Salazar | Provincia de Pamplona                                               |
| Santa Marta                         | Gobierno de Santa Marta | Gobierno de Santa Marta                                                                                     | Provincia de Santa Marta Provincia de Riohacha                      |
| Panamá                              | Gobierno de Veragua y Alanje Gobierno de Panamá Gobierno de Portobelo Gobierno de Darién | Gobierno de Veragua Gobierno de Panamá Gobierno de Portobelo Gobierno de Darién                             | Provincia de Veragua Provincia de Panamá                            |
| Tunja                               | Corregimiento de Tunja Gobierno de San Juan de Girón | Corregimiento de Tunja Corregimiento de Sogamoso Gobierno de San Juan de Girón                              | Corregimiento de Tunja Corregimiento del Socorro                    |
| Llanos                              | Gobierno de Llanos de San Juan y San Martín Gobierno de Santiago de las Atalayas | Gobierno de Llanos de San Juan                                                                              | Corregimiento de Casanare                                           |
| Neiva                               | Gobierno de Neiva | Gobierno de Neiva                                                                                           | Corregimiento de Neiva                                              |
| Popayán                             | Gobierno de Popayán | Gobierno de Popayán                                                                                         | Provincia de Popayán                                                |
| Guayaquil                           | Gobierno de Guayaquil | Gobierno de Guayaquil                                                                                       | Provincia de Guayaquil                                              |
| Quito                               | Gobiernos de: * Quito * Atacamez * Cuenca * Jaén de los Bracamoros * Mainas * Yaguarzongo * Quijos Canelos y Macas Corregimientos de: * Quito * San Miguel de Ibarra * Otavalo * Latacunga * Riobamba * Chimbo o Guaranda * Loja | | Provincias de: * Quito * Cuenca * Loja * Jaén y Maynas              |
| Venezuela                           | Gobiernos de: * Caracas * Maracaibo * Cumaná * Guayana * Margarita * Trinidad | | Provincias de: * Caracas * Maracaibo * Cumaná * Guayana * Margarita |